# Paulin Voavy
Paulin Voavy, né le 10 novembre 1987 à Maintirano, est un footballeur malgache évoluant au poste de milieu offensif à Ghazl El Mahallah.

## Biographie
Paulin Voavy commence sa carrière en métropole avec l'équipe réserve du FC Nantes. Il est prêté à l'US Boulogne durant l'été 2008 mais n'est que très peu utilisé par le club. Il s'engage alors dès la fin de saison avec Évian Thonon Gaillard où il retrouve une place de titulaire. Mais après une saison avec le club, il décide de rejoindre l'AS Cannes.
Après trois ans passés avec la formation cannoise, il décide de s'engager avec l'US Colomiers.
Durant le tournoi de la COSAFA Cup en 2007, il marque trois des cinq buts des Barea, l'équipe nationale malgache, face aux Seychellois,.

## Palmarès

### En club
Thonon Évian FC
- Champion de France de National en 2010[4].

 Misr El Maqasa
- Vice-champion d'Égypte en 2017.

### En sélection
Sélection malgache
- Quart de finaliste de la coupe d'Afrique des nations 2019[4].

### Distinctions personnelles
- Meilleur buteur de la sélection malgache (14 buts)[5],.
- Meilleur joueur de la saison 2016-2017 de CS Constantine[6].
- Meilleur passeur du CS Constantine en Ligue 1 (2014-2015) avec 6 passes décisives[7].
- Meilleur passeur du Misr El Maqasa en Premier league 2016-17 avec 9 passes décisives[8].